# 森田洋之
森田 洋之（もりた ひろゆき、1971年〈昭和46年〉10月11日 - ）は、日本の内科医、プライマリ・ケア医、医療経済ジャーナリスト。南日本ヘルスリサーチラボ代表。ひらやまのクリニック院長。元夕張市立診療所所長。元鹿児島県参与。医学ジャーナリスト協会優秀賞受賞。

## 人物・経歴
神奈川県横浜市生まれ。駒場東邦中学校・高等学校卒業。1浪2留ののち、1997年一橋大学経済学部卒業。2003年宮崎医科大学（現・宮崎大学医学部）卒業。2012年夕張市立診療所所長。2013年鹿児島市の南日本ヘルスリサーチラボ代表。2017年鹿児島県参与（地方創生担当）。2020年南九州市でひらやまのクリニックを開業。『破綻からの奇蹟』で医学ジャーナリスト協会優秀賞受賞。日本内科学会認定内科医。日本プライマイケア連合学会指導医。

## 主張
病院は少ないほうがよいとの立場を取っている。実際に夕張市で病院が大幅に減少した際、住民の健康状態や死亡率は悪化せず、むしろ医療費が削減され、市民の健康意識が向上したと述べている。また、医療資源が過剰であると不必要な医療や医療費の増大を招き、必ずしも住民の幸福や健康に寄与しないと指摘している。さらに、「不必要な医療」「無駄な医療」が減ることで、子どもたちの負担軽減につながると述べている。一方でこの見解には、医療依存度の高い住民が市外へ転出したために夕張市内の医療費や健康指標が改善したように見えるだけであり、実際には医療費の一部が転出先自治体に移ったに過ぎないとする批判もある。
COVID-19ワクチンについては、「短期間で開発された新薬であり、長期的なリスクが不明」「ワクチンへの過信や強制には危うさがある」といった主張を繰り返している。また、ワクチンの副反応や健康被害について国やメディアが十分に情報を提供していないと批判し、「国全体がワクチン接種推奨に偏りすぎたことが“未曾有の大薬害”を生んだ可能性がある」とも述べている。

## 著書
- 『積雪寒冷地における高齢者の居場所づくり』（坂倉恵美子編著, 共著）ワールドプランニング 2014年
- 『破綻からの奇蹟 : いま夕張市民から学ぶこと』南日本ヘルスリサーチラボ 2015年
- 『これからの医療と介護のカタチ : 超高齢社会を明るい未来にする10の提言』（佐々木淳編著, 共著）日本医療企画 2016年
- 『あおいけあ流介護の世界 : お年寄りも家族もスタッフもご近所さんもみんな嬉しい・楽しい・次世代介護スタイル！』（加藤忠相と共著）南日本ヘルスリサーチラボ 2016年
- 『医療経済の嘘』ポプラ新書 2018年
- 『在宅医療カレッジ : 地域共生社会を支える多職種の学び21講』（佐々木淳編集, 共著）医学書院 2018年
- 『日本の医療の不都合な真実 : コロナ禍で見えた「世界最高レベルの医療」の裏側』幻冬舎新書  2020年
- 『社会的処方 : 孤立という病を地域のつながりで治す方法』学芸出版社 2020年
- 『うらやましい孤独死 : 自分はどう死ぬ？家族をどう看取る？』三五館シンシャ 2021年
- 『人は家畜になっても生き残る道を選ぶのか？』南日本ヘルスリサーチラボ 2022年

## 寄稿、インタビュー記事
- 『コロナ自粛の大罪：医師7人が語る「茶番劇」の正体!』鳥集徹:著、宝島社、2021年3月、森田洋之, 和田秀樹, 萬田緑平, 長尾和宏, 本間真二郎, 高橋泰, 木村盛世[18]
- 『医者が飲まない薬：誰も言えなかった「真実』宝島社、2023年3月、鳥集徹:編著、森田洋之, 児玉慎一郎, 長尾和宏, 和田秀樹, 高木俊介
- 『もうだまされない　マスコミが触れない現代社会8つの嘘』ダイレクト出版、2024年5月、杉山大志, 田村秀男, 森田洋之, 掛谷英紀, 我那覇真子, 小野寺まさる, 長尾たかし, 葛城奈海
- 『ルネサンスvol.18　報道の不自由　腐ったメディアに誰がした？』（担当範囲「コロナ禍があらわにした情報統制の闇」）ダイレクト出版、2024年8月
- 『ルネサンスvol.19　世界を変えたウイルス　5年目の真実』（担当範囲「医師たちが見た『コロナ禍』 - 長尾和宏×森田洋之」）ダイレクト出版、2024年12月

ほか

## 音楽活動
- pitcher56 - 医師3名からなるネオ渋谷系のバンド（abcdefg*record）[19][20][21]